# Gilles Kohler
Gilles Kohler (* 18. November 1948 in Vernon, Eure) ist ein französischer Schauspieler.

## Leben
Berühmt wird er 1974 als schöner blonder Engel Jean in Marcel Carnés La merveilleuse visite. Auf dem Filmfest Karlovy Vary wird er ein Jahr später für Le choix gefeiert, in dem er als egozentrischer Schauspieler Jean-Pierre zwischen den Frauen Anne und Juliette (beide gespielt von Claude Jade) schwankt. Auf diesen erfolgversprechenden Star-Start folgt nach der Hauptrolle im italienischen Liebesfilm Amore grande, amore libero von Luigi Perelli recht schnell der Wechsel des schönen Mannes in das Genre des erotischen Films unter der Regie von David Hamilton (Bilitis) und Just Jaeckin (Le dernier amant romantique).
Trotz einiger weniger guter Rollen im französischen Kino (u. a. bei Bernard Toublanc-Michel in Le Mutant) arbeitet Gilles Kohler seit Beginn der 80er vorwiegend für das amerikanische Fernsehen (u. a. Dallas, General Hospital,  Hart aber herzlich, All my Children) und im amerikanischen Kino (neben Mel Gibson in Lethal Weapon – Zwei stahlharte Profis). Ende der 1980er-Jahre zog er sich aus dem Schauspielgeschäft zurück.

## Filmografie (Auswahl)
- 1974: La merveilleuse visite
- 1976: Le choix
- 1976: Amore grande, amore libero
- 1977: Bilitis
- 1977: Ein irrer Typ (L'Animal)
- 1978: Le dernier amant romantique
- 1982: General Hospital (Fernsehserie)
- 1983: Hart aber herzlich (Fernsehserie, Folge Juwelenraub auf französisch)
- 1983/1984: Dallas (Fernsehserie, 2 Folgen)
- 1985: All My Children (Fernsehserie)
- 1987: Lethal Weapon – Zwei stahlharte Profis (Lethal Weapon)